# Tournefortia obtusiflora
Tournefortia obtusiflora là một loài thực vật thuộc họ Boraginaceae. Đây là loài đặc hữu của Ecuador. Môi trường sống tự nhiên của chúng là rừng khô nhiệt đới hoặc cận nhiệt đới. Chúng hiện đang bị đe dọa vì mất môi trường sống.